# Leonardendron gabunense
Genre
Espèce
Synonymes
- Englerodendron gabunense Leonardendron gabunense (J.Leonard) Aubrev. (préféré par NCBI)[3]

Leonardendron gabunense est une espèce de plantes à fleurs dicotylédones de la famille des Fabaceae, sous-famille des Caesalpinioideae, originaire d'Afrique équatoriale. C'est l'unique espèce acceptée du genre Leonardendron (genre monotypique). 